# The Black Mirror
The Black Mirror (укр. Чорне дзеркало) — пригодницька відеогра, створена чеською студією Future Games і видана за підтримки The Adventure Company, Micro Application і GMX Media. Перша гра в однойменній серії з трилогії.
The Black Mirror була випущена впродовж 2003 року в більшості країн Європи, у тому числі 7 квітня в Німеччині і 30 квітня в Великій Британії, 10 жовтня в Північній Америці і 1 березня 2004 року в Росії. 22 квітня 2005 року в Німеччині надійде в продаж спеціальне DVD-видання гри, на якому, крім самої гри, міститься відео-інтерв'ю з розробниками, саундтрек і демоверсія Нібіру: Посланник богів.
Оригінальна назва гри Posel Smrti — в перекладі з чеської «Посланець смерті».

## Сюжет
Чорне дзеркало — це назва родового маєтку сім'ї Гордон у Англії, куди після 12-річної відсутності повертається Семюель Гордон. Він покинув родове гніздо відразу після смерті своєї коханої, яка загинула під час пожежі в одній з частин помістя. І ось тепер, знову в Чорному дзеркалі нещастя — Вільям Гордон, дід Сема, покінчив життя самогубством. Але Сем не вірить в те, про що його запевняють мешканці маєтку і поліція, Сем впевнений, що ця смерть не випадкова. Страждаючи від нічних видінь, кошмарів і провалів у пам'яті, Сем намагається знайти винуватця смерті свого діда, бо вбивства в маєтку тривають.
Підозрюючи кожного з мешканців маєтку (вдову Вільяма, старшого сина, прислугу), Сем починає розплутувати таємницю сімейства Гордонів. Для цього він навіть вирушає в Уельс до далеких родичів Вільяма, подорожує по різних підземеллях і катакомбах, знаходить захованого в психіатричній клініці родича. Всі знайдені ним докази вказують на те, що вбивства здійснює хтось зі своїх. Але з кожним днем живих підозрюваних стає все менше і менше.

## Ігровий процес
The Black Mirror — це класичний квест від третьої особи із двомірною графікою. Метою гри є з'ясування обставин смерті Вільяма Гордона і всіх наступних за ним смертей мешканців маєтку. Шляхом ведення діалогів, пошуку різних предметів і можливості взаємодії їх з іншими предметами, а також вирішуючи прості та складні головоломки, Сем, провівши ціле детективне розслідування, повинен докопатися до істини.
У грі представлені 150 локацій, на яких можна зустріти 23 різних персонажів (не кожному з яких пощастить залишитися в живих до кінця гри). Загальний час записаних діалогів — 5 годин.
У деяких сценах під час проведення певних дій у ігровому процесі можлива загибель персонажа, після якої необхідно починати гру заново.

## Оцінки та нагороди
| Агрегатор    | Оцінка               |
| ------------ | -------------------- |
| GameRankings | 61,70 % (27 оглядів) |
| Metacritic   | 58/100 (21 огляд)    |

| Видання  | Оцінка |
| -------- | ------ |
| GameSpot | 5,5/10 |
| IGN      | 7,2/10 |

Гра одержала змішані відгуки від критиків. Наприклад, на основі 27 відгуків, гра Чорне Дзеркало отримала 61,70 % від GameRankings, а від Metacritic — 58 (щоправда, на основі 21 відгуку).
Згідно з рейтингом журналу «ЛКИ» (рос. Лучшие компьютерные игры) Чорне дзеркало отримала орден як відмінна гра, що трохи не дотягнула до шедевра.

## Цікаві факти
- Біля кожної жертви Сем знаходить таємничі знаки, написані кров'ю. Всі вони взяті з іврита, але ні значення слова, ні сенс цих букв так у грі і не розкривається.
- У грі був практично вперше використаний рушій AGDS (англ. Advanced Graphic Development System), що дозволило підвищити ефект реалістичності деяких явищ, наприклад таких як дощ, туман та інше.
- У 2010 році Новий Диск випустив продовження гри — «Чорне дзеркало 2». Новий проект розроблений німецькою студією Cranberry productions (у минулому — 4Head Studios). Дія гри відбуваються через 12 років після подій «Чорного дзеркала»[9].
- Третя частина гри вийшла в першому кварталі 2011 року.